# Peridotiet
| Peridotiet                                        | Peridotiet | Peridotiet             | Peridotiet      | Peridotiet        |
| ------------------------------------------------- | ---------- | ---------------------- | --------------- | ----------------- |
| Flogopiet-peridotiet, Finero, Ivrea-zone, Italië. |            |                        |                 |                   |
| Flogopiet-peridotiet, Finero, Ivrea-zone, Italië. |            |                        |                 |                   |
| Indeling der stollingsgesteenten                  |            |                        |                 |                   |
|                                                   | % SiO2     | uitvloeings- gesteente | gang- gesteente | diepte- gesteente |
| felsisch                                          | >~70       | ryoliet                | granofier       | graniet           |
| felsisch                                          | ~70-63     | daciet                 | granodioriet    | granodioriet      |
| intermediair                                      | 63-52      | andesiet               | dioriet         | dioriet           |
| mafisch                                           | 52-45      | basalt                 | doleriet        | gabbro            |
| ultramafisch                                      | <45        | komatiiet              | peridotiet      | peridotiet        |

Peridotiet is een grof kristallijn ultramafisch gesteente met hoge dichtheid dat hoofdzakelijk bestaat uit de mineralen olivijn en twee pyroxenen. Het is een mantelgesteente en bevat per definitie minder dan 48% silica. Verder is het rijk aan ijzer en magnesium.

## Classificatie
Peridotiet wordt onderverdeeld in:
- Duniet - bevat voornamelijk olivijn, met wat enstatiet-pyroxeen en chromiet.
- Harzburgiet - bevat olivijn, enstatiet en wat chromiet.
- Lherzoliet - bevat olivijn, enstatiet, diopsiet, en wat chromiet en/of pyroop.
- Pyroxeniet - bestaat voornamelijk uit orthopyroxeen en/of clinopyroxeen, en kleinere hoeveelheden olivijn, granaten, en spinel.

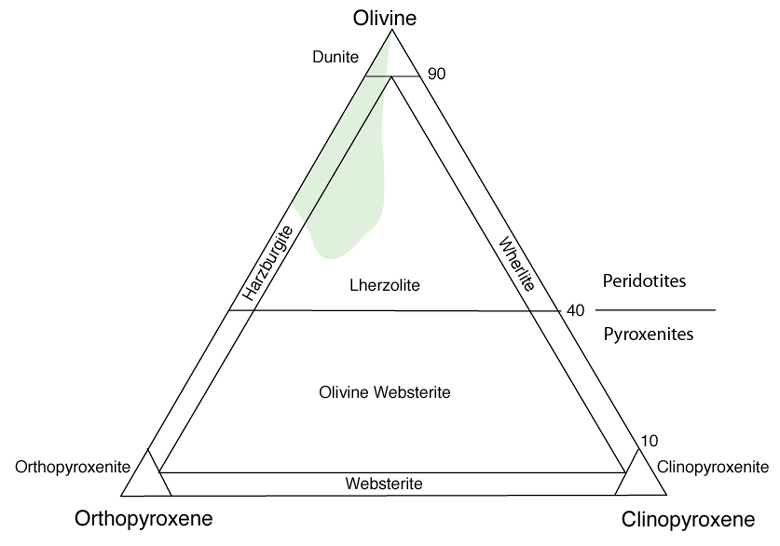
Classificatie van peridotieten op mineraalsamenstelling. In dit driehoekdiagram worden de mineralen orthopyroxeen, clinopyroxeen en olivijn uitgezet. In groen de meest voorkomende mineraalsamenstelling van peridotieten in de bovenmantel

## Voorkomen
Peridotiet vormt verreweg het belangrijkste bestanddeel van de aardmantel.
Peridotieten zijn zelden ontsloten aan het oppervlak en erg instabiel. De meeste ontsluitingen zijn beïnvloed door retrograde metamorfe processen en omgezet in serpentiniet waar de pyroxenen en olivijnen zijn omgezet in een groen mineraal, serpentijn met amfibolen. Deze hydratatie-reactie veroorzaakt een volumetoename waarbij deformatie van de originele textuur plaatsvindt.

## Bijzonderheden
Peridotiet kan koolstofdioxide bij contact omzetten in mineraal calciet.